# Lipoproteinlipas
Lipoproteinlipas, LPL, (EC 3.1.1.34, systematiskt namn triacylglycerolacylhydrolas (lipoproteinberoende)) är ett enzym och membranprotein som framförallt finns i fettvävnad och skelettmuskulatur. Det är ett vattenlösligt enzym som hydrolyserar triglycerider i lipoproteiner, som de som finns i VLDL och kylomikroner, till två fria fettsyror och en monoacylglycerolmolekyl:
triacylglycerol + H2O = diacylglycerol + ett karboxylat.
Det medverkar också itill att främja det cellulära upptaget av kylomikronrester, kolesterolrika lipoproteiner och fria fettsyror.
Lipoproteinlipas i fettvävnad stimuleras av insulin medan enzymet i muskelvävnad hämmas av insulin. LPL kräver apoproteinet C-II som en kofaktor för att fungera.
LPL är fäst till den luminala ytan av endotelceller i kapillärer av proteinet glykosylfosfatidylinositol HDL-bindande protein 1 (GPIHBP1) och av heparansulfaterade peptidoglykaner. Det är mest utbrett i fett-, hjärt- och skelettmuskelvävnad, såväl som i ammande bröstkörtlar.
Mutationer i den gen som kodar för LPL är orsak till vanliga sjukdomar som ger förhöjda halter av blodfetter, som i sin tur är en riskfaktor för hjärt- och kärlsjukdomar. Hård fysisk träning anses kunna öka aktiviteten hos LPL och därmed minska risken för hjärt- och kärlsjukdomar.

## Syntes
I korthet utsöndras LPL från hjärt-, muskel- och fettparenkymceller som en glykosylerad homodimer, varefter den translokeras genom den extracellulära matrisen och över endotelceller till kapillärlumen. Efter translation glykosyleras det nysyntetiserade proteinet i det endoplasmatiska retikulumet. Glykosyleringsställena för LPL är Asn-43, Asn-257 och Asn-359. Glukosidaser tar sedan bort terminala glukosrester. Man trodde en gång att denna glukostrimning är orsak till den konformationsförändring som behövs för att LPL ska bilda homodimerer och bli katalytiskt aktiva. I Golgiapparaten förändras oligosackariderna ytterligare för att resultera i antingen två komplexa kedjor eller två komplexa och en högmannoskedja. I det slutliga proteinet står kolhydrater för cirka 12 procent av molekylmassan (55-58 kDa).
Homodimerisering krävs innan LPL kan utsöndras från celler. Efter utsöndring bärs LPL över endotelceller och presenteras i kapillärlumen av proteinet glykosylfosfatidylinositol-förankrat högdensitets lipoproteinbindande protein 1.

## Struktur
Kristallstrukturer av LPL komplexbundna med GPIHBP1 har rapporterats. LPL är sammansatt av två distinkta regioner: den större N-terminala domänen som innehåller det lipolytiska aktiva stället och den mindre C-terminala domänen. Dessa två regioner är fästa av en peptidlinker. N-terminaldomänen har ett α/β-hydrolasveck, som är en globulär struktur som innehåller ett centralt β-ark omgivet av α-spiraler. C-terminaldomänen är en β-sandwich bildad av två β-arkskikt och liknar en långsträckt cylinder.

## Mekanism

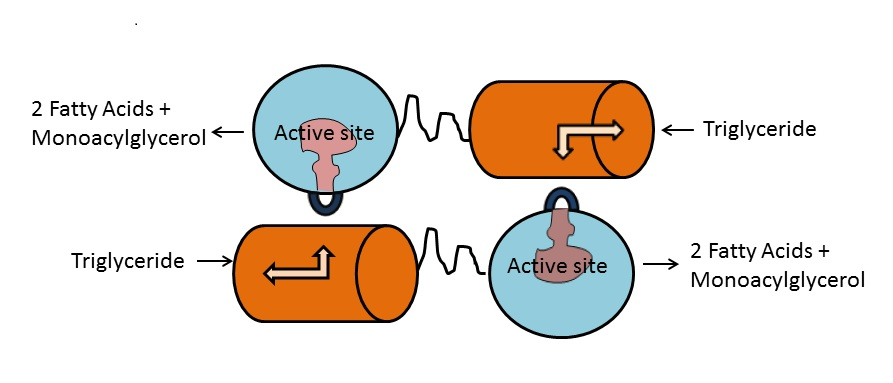
Bild1: Den föreslagna LPL-homodimerstrukturen: N-terminala domäner i blått, C-terminala domäner i orange. Lockområdet som blockerar det aktiva stället visas i mörkblått. Triglycerid binder till den C-terminala domänen och lockregionen, vilket ger en konformationsförändring i LPL för att göra det aktiva stället tillgängligt.

Det aktiva stället för LPL är sammansatt av den konserverade Ser-132-, Asp-156- och His-241-triaden. Andra viktiga regioner i den N-terminala domänen för katalys är ett oxyanjonhål (Trp-55, Leu-133), en lockregion (resterna 216-239) och en β5-loop (resterna 54-64). ApoC-II-bindningsstället är för närvarande (2002) okänt, men det förutsägs att rester på både N- och C-terminala domäner är nödvändiga för att denna interaktion ska inträffa. Den C-terminala domänen verkar ge LPL:s substratspecificitet. Den har en högre affinitet för stora triacylglyceridrika lipoproteiner än kolesterolrika lipoproteiner. Den C-terminala domänen är också viktig för att binda till LDL:s receptorer. Både de N- och C-terminala domänerna innehåller heparinbindningsställen distalt om lipidbindningsställena. LPL fungerar därför som en brygga mellan cellytan och lipoproteiner. Viktigt är att LPL-bindning till cellytan eller receptorerna inte är beroende av dess katalytiska aktivitet.
Den icke-kovalenta LPL-homodimeren har ett arrangemang från huvud till svans av monomererna. Ser/Asp/His-triaden är i ett hydrofobt spår som blockeras från lösningsmedel av locket. Vid bindning till ApoC-II och lipid i lipoproteinet presenterar den C-terminala domänen lipidsubstratet till lockregionen. Lipiden interagerar med både lockområdet och det hydrofoba spåret vid det aktiva stället. Detta får locket att flytta, vilket ger tillgång till den aktiva platsen. β5-slingan viks tillbaka in i proteinkärnan, vilket bringar en av elektrofilerna i oxyanjonhålet i position för lipolys. Lipidens glycerolryggrad kan sedan komma in i det aktiva stället och hydrolyseras.
Två molekyler av ApoC-II kan fästa till varje LPL-dimer. Det uppskattas att upp till fyrtio LPL-dimerer kan verka samtidigt på ett enda lipoprotein.[5] När det gäller kinetik, tror man att frisättning av produkt i cirkulation är det hastighetsbegränsande steget i reaktionen.

## Funktion
LPL-genen kodar för lipoproteinlipas, som uttrycks i hjärtat, musklerna och fettvävnaden. LPL fungerar som en homodimer och har de dubbla funktionerna triglyceridhydrolas och ligand/bryggfaktor för receptormedierat lipoproteinupptag. Genom katalys omvandlas VLDL till IDL och sedan till LDL. Allvarliga mutationer som orsakar LPL-brist resulterar i typ I-hyperlipoproteinemi, medan mindre extrema mutationer i LPL är kopplade till många störningar i lipoproteinmetabolismen.